# سدینیا
سدینیا (به لاتین: Cedynia) یک شهر و گمینا در لهستان است که در گمینا تسدنگا واقع شده‌است. سدینیا ۱٫۶۷ کیلومتر مربع مساحت و ۱٬۶۵۳ نفر جمعیت دارد.